# Бенефиций
Бенефи́ций (от лат. beneficium «благодеяние»):
1. в Средние века условное срочное пожалование (преимущественно в виде земельного участка) за выполнение военной[1] или административной службы[2];
2. в католической церкви (выгода от собственности — beneficium ecclesiasticum[3][4]) начиная со Средних веков до Второго Ватиканского собора доходная должность при храме, пожалованная за заслуги перед церковью.

## Светский бенефиций
В Средневековье и позже этим словом обозначалось земельное владение, передаваемое в пожизненное пользование на условии несения службы — придворной, административной, но главным образом — военной; поэтому под бенефицием обычно понимают военное условное земельное держание (в отличие от прекария, который был условным держанием крестьянского типа). Невыполнение условий держателем влекло ликвидацию бенефиция. В случае смерти получателя либо жалователя бенефиций возвращался собственнику или его наследникам. Затем бенефиций мог быть передан на основе нового соглашения.
В широкую практику бенефиций был введен Карлом Мартеллом. Распространение бенефиция — одно из проявлений аграрного переворота, произошедшего во Франкском государстве в VIII веке: аллоды, дарения в полную безусловную собственность были заменены пожалованиями в пожизненное пользование. Изменилась социальная структура франкского общества, появился новый военный слой бенефициариев, связанных с королевской властью поземельными отношениями. В IX—X веках бенефиций приобрёл черты феода (лена). Бенефиций способствовал появлению профессиональных воинов-рыцарей, а также возникновению отношений личной верности и покровительства (вассалитета) между жалователем и бенефициарием. Бенефиций раздавали не только короли, но и крупные феодалы. Вскоре многие бенефициарии стали могущественнее королей.

## Церковный бенефиций
В католической церкви с IX века под бенефицием обычно понималась доходная должность при храме, реже земельное владение, вручаемые духовному лицу в награду за оказанную церкви службу. Бенефициар оплачивался из церковной кассы, которая формировалась из пожертвований верующих, патрона данного храма (вплоть до короля, если храм был большим и знаменитым), из части налога, известного под именем церковной десятины и от аренды церковной собственности. С XII века появились особые виды церковного бенефиция — пребенда (praebenda) и «епископское довольствие» (mensa episcopalis). Число бенефициев, которые мог получить священник в разных местах и в разное время, не было ограничено, что иногда вело к злоупотреблениям и чрезмерному обогащению.
Решением Второго Ватиканского собора система бенефициев (в том числе пребенды) была упразднена. Новый Кодекс канонического права устанавливает, что доходы церковного учреждения должны направляться в специальный епархиальный фонд для содержания клириков, состоящих на службе в данной епархии (впрочем, в Австрии старый институт бенефициев продолжает действовать и поныне).